# Hercules im Labyrinth des Minotaurus
Hercules im Labyrinth des Minotaurus (Originaltitel: Hercules in the Maze of the Minotaur) ist ein US-amerikanischer Fantasyfilm von Josh Becker aus dem Jahr 1994. Er ist der letzte Teil einer fünfteiligen Filmreihe, der von 1995 bis 1999 die Fernsehserie Hercules folgte.

## Handlung
Hercules erfreut sich eines ruhigen, bäuerlichen Lebens mit seiner Familie. Er erzählt seinen Kindern ab und zu von seinen früheren Taten und schwelgt nebenbei in Erinnerungen, die er auch mit seinem ihn eines Tages besuchen kommenden besten Kumpel Iolaos betrinkt. Als die beiden Gefährten am Abend von einem Fremden namens Danion aufgesucht werden, der Hercules darum bittet, seinen von einem riesigen Monster gefangenen Bruder Andius zu retten, begeben sich die beiden tatendurstigen Bauern auf den Weg in ein lang ersehntes Abenteuer.
In Danions Stadt angekommen, finden sie heraus, dass niemand an die Geschichte von dem Monster glaubt. Sie beschließen, in einer Kneipe einen trinken zu gehen, was zu einer Schlägerei führt. Später werden ihre Kontrahenten tot aufgefunden, und es sieht so aus, als sei Hercules der Täter. Die Einwohner der Stadt beabsichtigen daraufhin, den Halbgott zu lynchen, doch kurz bevor der Kampf beginnen kann, lässt das Monster die Erde erbeben und sich auftun, wodurch unter anderem Iolaos in die Tiefe hinabgezogen wird. Die nun von der Existenz des Monsters überzeugten Leute lassen ab von Hercules, der sich sogleich von Danion den Weg zum Unterschlupf des Untiers zeigen lässt. Unterwegs treffen die beiden auf Zeus, von dem Hercules erfährt, dass der Götterkönig das Monster aus Strafe für seine einst begangenen Taten so hässlich gemacht hatte, wie es seine Seele schon war, und es dadurch erst zu dem abscheulichen Untier wurde. Dieses wolle sich deshalb nun an ihm rächen, indem es seinen Sohn Hercules umzubringen gedenkt. Auch erteilt Zeus Hercules den Auftrag, das Monster zu töten, da er selbst es nicht fertigzubringen vermag.
Zusammen mit zwei ihm hinterhergeeilten Stadtbewohnern betritt Hercules die mit steinernen Irrwegen durchzogene Höhle des Monsters. Die beiden Männer erliegen deren grausigem Bewohner schon bald. Der Halbgott dringt bis weit in das Innere des Labyrinths vor, wo es zum Kampf zwischen ihm und dem Monster Minotaurus kommt. Hercules kann schließlich die Oberhand erringen. Doch als ihm der Stierköpfige offenbart, dass er sein von Zeus gezeugter Bruder ist, weigert sich Hercules, weiter gegen ihn anzutreten. Um Hercules dennoch dazu zu zwingen, macht sich der Minotaurus daran, dem gefangenen Iolaos das Leben zu nehmen. Da stürmt der Halbgott erneut gegen seinen Halbbruder an und stößt ihn mit einem gewaltigen Tritt durch die Luft, infolgedessen der Minotaurus auf einen todbringenden Steinzacken fällt. Die von dem Monster Gefangenen werden befreit. Hercules und Iolaos kehren zu ihren Familien heim.

## Erstausstrahlung
Hercules im Labyrinth des Minotaurus hatte seine Premiere am 14. November 1994 in den Vereinigten Staaten. In Deutschland erschien der Film erstmals am 20. November 1995 im Fernsehen auf dem Sender RTL.

## Synchronisation
| Darsteller         | Rolle      | deutscher Sprecher |
| ------------------ | ---------- | ------------------ |
| Kevin Sorbo        | Hercules   | Ekkehardt Belle    |
| Tawny Kitaen       | Deïaneira  | Marion Sawatzki    |
| Michael Hurst      | Iolaos     | Axel Malzacher     |
| Anthony Ray Parker | Minotaurus | Manfred Erdmann    |
| Terry Batchelor    | Trikonis   | Willi Röbke        |

## Kritik
Für das Lexikon des internationalen Films war Hercules im Labyrinth des Minotaurus ein „(t)rivialer Abenteuerfilm.“